# Liste der Gemeindeverbände im Département Nord
Das Département Nord liegt in der Region Hauts-de-France in Frankreich. Es untergliedert sich in 17 Gemeindeverbände.
Siehe auch: Liste der Gemeinden im Département Nord

## Gemeindeverbände

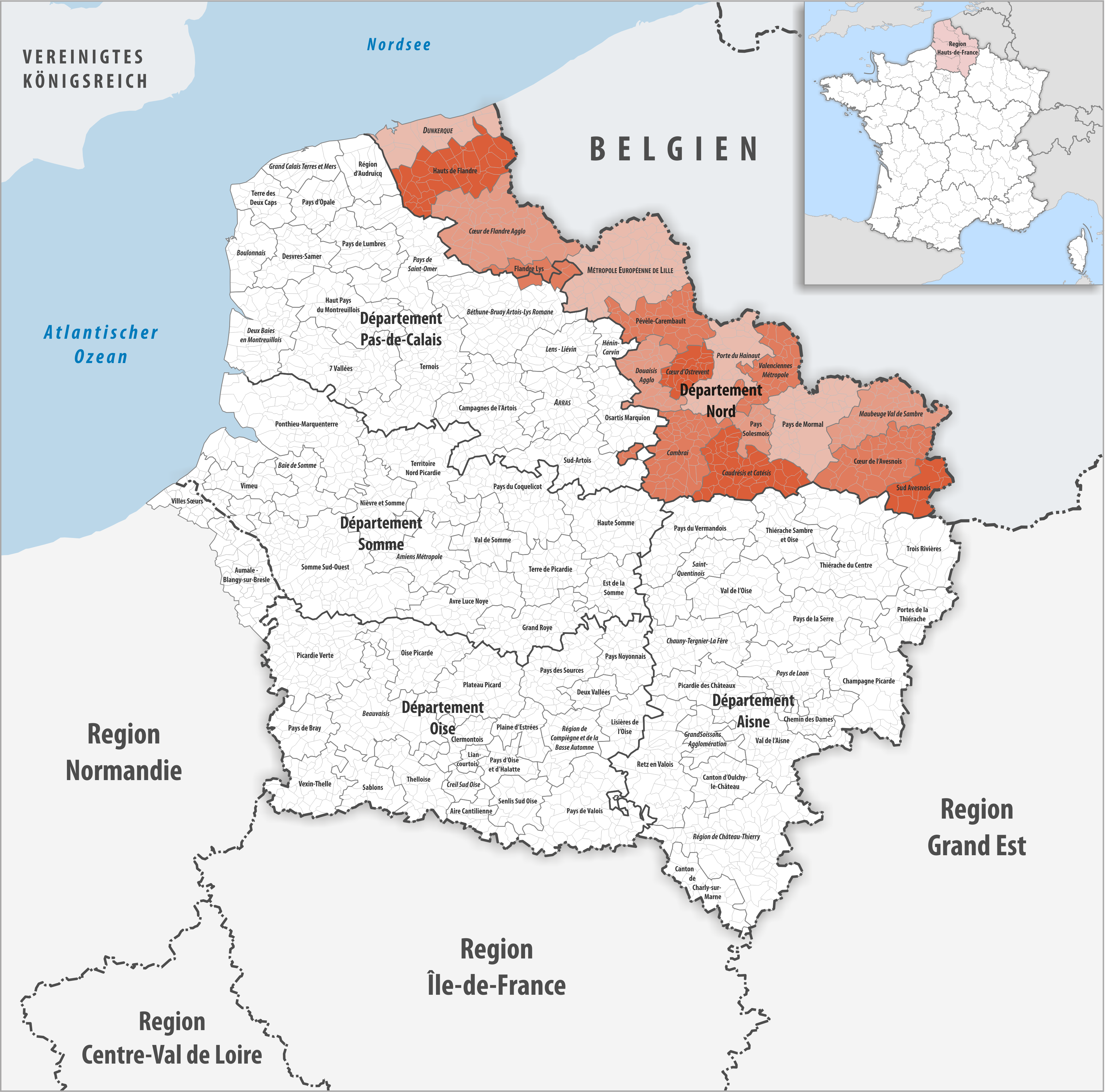
Gemeindeverbände im Département Nord

| Gemeindeverband               | Gemeinden im Départ./Verband | Einwohner 1. Januar 2022 | Fläche km² | Dichte Einw./km² | SIREN- Nummer | Rechtsform                 | Gründungsdatum    |
| ----------------------------- | ---------------------------- | ------------------------ | ---------- | ---------------- | ------------- | -------------------------- | ----------------- |
| Cambrai                       | 55/55                        | 80.469                   | 411,28     | 196              | 200 068 500   | Communauté d’agglomération | 1. Januar 2017    |
| Caudrésis et Catésis          | 46/46                        | 63.265                   | 372,67     | 170              | 200 030 633   | Communauté d’agglomération | 23. Dezember 2011 |
| Cœur de Flandre Agglo         | 50/50                        | 102.562                  | 630,40     | 163              | 200 040 947   | Communauté d’agglomération | 31. Dezember 2013 |
| Cœur de l’Avesnois            | 43/43                        | 28.870                   | 417,99     | 69               | 200 043 263   | Communauté de communes     | 30. Mai 2013      |
| Cœur d’Ostrevent              | 20/20                        | 70.247                   | 138,15     | 508              | 245 901 152   | Communauté d’agglomération | 26. Dezember 2000 |
| Douaisis Agglo                | 35/35                        | 148.901                  | 235,74     | 632              | 200 044 618   | Communauté d’agglomération | 1. Januar 2014    |
| Dunkerque                     | 17/17                        | 192.635                  | 299,89     | 642              | 245 900 428   | Communauté urbaine         | 21. Oktober 1968  |
| Flandre Lys                   | 4/8                          | 40.142                   | 125,82     | 319              | 245 900 758   | Communauté de communes     | 30. Dezember 1992 |
| Hauts de Flandre              | 40/40                        | 53.525                   | 448,46     | 119              | 200 040 954   | Communauté de communes     | 31. Dezember 2013 |
| Maubeuge Val de Sambre        | 43/43                        | 122.909                  | 343,62     | 358              | 200 043 396   | Communauté d’agglomération | 30. Mai 2013      |
| Métropole Européenne de Lille | 95/95                        | 1.194.040                | 647,78     | 1.843            | 200 093 201   | Métropole                  | 31. Dezember 1966 |
| Pays de Mormal                | 52/52                        | 48.132                   | 466,92     | 103              | 200 043 321   | Communauté de communes     | 31. Dezember 2013 |
| Pays Solesmois                | 15/15                        | 14.568                   | 117,63     | 124              | 245 901 038   | Communauté de communes     | 23. November 1994 |
| Pévèle-Carembault             | 38/38                        | 98.918                   | 310,33     | 319              | 200 041 960   | Communauté de communes     | 31. Dezember 2013 |
| Porte du Hainaut              | 47/47                        | 158.351                  | 371,35     | 426              | 200 042 190   | Communauté d’agglomération | 1. Januar 2014    |
| Sud Avesnois                  | 12/12                        | 24.414                   | 178,98     | 136              | 200 043 404   | Communauté de communes     | 30. Mai 2013      |
| Valenciennes Métropole        | 35/35                        | 191.885                  | 263,45     | 728              | 245 901 160   | Communauté d’agglomération | 22. Dezember 2000 |